# Queima do gato
A Queima do gato é uma festa tradicional portuguesa durante a época do Carnaval.

## História
A tradição consistia em meter um gato vivo dentro de um cântaro que depois era içado no topo de um mastro, forrado com palha, onde o cântaro ficava preso por cordas. O animal ficava preso no interior do cântaro até ser ateado o fogo à palha indo pelo pau acima. Quando as chamas consomem as cordas, o cântaro caia e quebrava-se libertando assim o gato. 
Devido a protestos o ritual com um gato verdadeiro não é celebrado desde 2008, tendo sido substituído por um gato de peluche. Em outras aldeias como Machialinho, Chão dos Santos, Soito da Ruiva, Vila Flor e Sabugal a queima do gato era celebrada nas festas de São João.[carece de fontes?]
O ritual de queimar o gato era comum na Europa. Foi relatado no País Basco, França, Alemanha e Inglaterra. A tradição remonta à época celta, Estrabão e Júlio César comentam o sacrifício de animais e humanos em fogueiras.